# ブシロードミュージック
株式会社ブシロードミュージック（英: Bushiroad Music Inc.）は、日本のレコード会社。ブシロードグループに属する。

## 沿革
ブシロードグループでは傘下の企業がアニメーション事業、ソーシャルゲーム事業、プロレス事業などを展開しており、これらが音楽と密接に関連していることから、音楽事業を専門に扱う子会社の設立が計画された。その結果2012年10月に株式会社響ミュージック (Hibiki Music) が設立され、その初代社長には源田雅巳が就任した。
設立の際、音楽事業の新規開業に加え、株式会社響（現 株式会社ブシロードメディア）よりインターネットラジオ事業、イベント事業、キャラクターグッズ事業が吸収分割で承継された。
2014年8月1日、社名を株式会社ブシロードミュージックへ変更した。
2015年5月1日、ブシロードメディアより、タレント部門「響」（ミルキィホームズオフィシャルファンクラブ「ホームズ探偵学院」の運営を含む）を移管される。
2016年9月29日、株式会社響（2代目、のちのブシロードムーブ）が設立され、「響」のブランド名を有するインターネットラジオ事業及びタレント部門を移管した（ただし、「ホームズ探偵学院」の運営は移管対象外）。
2017年6月30日（以降）、ブシロードの企業ロゴが新しくなったことに伴い、ブシロードミュージックの企業ロゴも順次新しくなった。新企業ロゴは、ブシロードの新企業ロゴの赤い「B」マークが空色になっていて、下部に「MUSIC」が追記されている。
2017年8月1日、「ホームズ探偵学院」の運営を響に移管。
2017年10月20日、ブシロードグループ設立者で代表の木谷高明が、ブシロードグループにおけるコンテンツ開発の陣頭指揮を執る為、ブシロードの社長を退任（取締役デジタルコンテンツ部本部長兼広報宣伝部部長として籍は残す）の上、ブシロードミュージック代表取締役社長に就任（2020年2月1日より取締役会長に就任）。
2017年11月1日付でこれまで運営していた通信販売サイト『ブシロード EC SHOP』（とグッズ事業）がブシロードに移管。
2020年4月1日付で、音楽著作権事業を新設分割して、新会社「株式会社ブシロードミュージック・パブリッシング」を設立、同時に同新会社をブシロードミュージックからブシロード本体直轄の子会社に株式異動（2025年1月1日付で吸収合併予定）。
2021年11月8日、上野学園石橋メモリアルホールを買収し、改修の上、2022年3月26日よりブシロードグループの株式会社劇団飛行船が運営する「飛行船シアター」として営業開始。
2024年7月1日、業務効率化のため、株式会社アルゴナビス（2022年2月にブシロードと共同新設で分社化したIP『From ARGONAVIS』を運営する専門会社）を吸収合併。

## 主な事業

### 音楽事業
主としてアニメーションやゲームなどに関連する楽曲を手掛けている。テレビアニメやソーシャルゲームの主題歌やキャラクターソング、ドラマCDを手掛けるとともに、プロレスラーのテーマ曲なども制作する。具体的には、サイキックラバーによる『カードファイト!! ヴァンガード リンクジョーカー編』のオープニング曲のCDなどを手掛けている。
設立当初はポニーキャニオン（以下、PC）に販売を委託し、メジャーレーベル扱いで流通していたが、2013年から自社販売を始め（1枚目となるHKMM-0001は、2013年4月24日発売のファイヤーレオンの歌）、2014年よりProject MILKY HOLMES関連商品を除き、自社販売が中心となる（Project MILKY HOLMES関連であってもミルキィホームズOFC限定盤などは市場流通しないため、自社販売となる）。Project MILKY HOLMES関連の展開が2019年に終了した為、PC委託商品の新規発売は途絶えた。なお、少女☆歌劇 レヴュースタァライトのユニット『スタァライト九九組』のシングルは、PCと自社でそれぞれリリースしているが、販売委託などでは無くそれぞれが独自にリリースしているもので、自社分は「舞台版シングル」としてPC分のナンバリングとも独立している。
自社販売メインレーベル(型番 BRMM、響ミュージック時代はHKMM)以外に、かつては新田恵海アーティスト活動専用のemitsunレーベル（型番 EMTN）があったが、新田は2020年にストレイキャッツへ移籍した為、2018年を最後に新作のリリースが途絶えている。
映像作品は、所属アーティストのライブDVD・Blu-rayを中心に、自社で制作・発売・販売している映像商品がある（かつて、ミルキィホームズのライブBDの一部はPCのアニメ関連作品ECサイト「きゃにめ.jp」でも取り扱いしていた）が、かつてはブシロードが制作・発売し、PCなど制作委員会に共同出資している映像メーカーに販売委託している形式が多かった。
2015年からはライブ・ビジネスを拡大することとなり、これまでブシロード主体で開催されてきたブシロードライブ2015もブシロードミュージックが主催した。
楽曲の著作権管理委託先は、JASRACではなく、NexTone（旧e-License）となっている（PC委託商品はJASRAC）。
音楽出版業務は、ブシロードメディアが行っていたが、2015年に事業内容から消去されており、NexToneのサイトでブシロードミュージック関連の楽曲を検索すると、各楽曲の権利者がNexTone系列の音楽出版社であるMCJP社となっている。また、2016年に修正されたブシロードミュージックの会社概要の事業概要に「音楽著作物の著作権に関する管理」「音楽著作物の利用の開発」が追加されていたが、2017年に再び削除されている。しかし、その後も保有していたようで、2020年4月1日付で、音楽著作権事業を新設分割して、新会社「株式会社ブシロードミュージック・パブリッシング」を設立し、同時に同新会社をブシロードミュージックからブシロード本体直轄の子会社に移管。
元々テレビCMで用いるサウンドロゴは、会社としてのロゴと同一のものを用いていたが、2016年夏頃より、新しいサウンドロゴが用いられるようになった。2019年に放送が開始したテレビCMからは、サウンドロゴが廃止されている。

#### 所属アーティスト
公式サイトのTITLE/ARTISTページのアーティスト名で探す欄に掲載されているアーティストを掲載。専属契約では無く、他社からのリリースも並行しているアーティストが含まれる。
- 相羽あいな
- Afterglow
- Argonavis
- 小野正利
- 木下綾菜
- サイキックラバー
- 城田純
- Suara
- STARMARIE
- スタァライト九九組（舞台版シングルのみ）
- ストロボサイダー
- 高橋秀幸
- 中ノ森文子
- 夏代孝明
- ハロー、ハッピーワールド！
- Pastel＊Palettes
- Poppin'Party
- Morfonica
- RAISE A SUILEN
- Roselia

##### かつて所属していたアーティスト
- 森嶋秀太（響ミュージック時代）
- ミルキィホームズ（2019年1月解散）
  - フェザーズ
  - ミルキィホームズシスターズ
- 新田恵海（emitsunレーベル）（2018年をもって活動終了、2020年よりストレイキャッツに移籍）
- GYROAXIA（Virgin Musicに移籍）
- Happy Around!（2024年6月20日のD4DJプロジェクト運営移管に伴い、以降のリリースはDD RECORDに移籍[19]）

#### 主に担当している作品
公式サイトのTITLE/ARTISTページの作品名で探す欄に掲載されているアニメ等の作品名を掲載。
- 浅沼晋太郎・鷲崎健の「思春期が終わりません」
- アサルトリリィ
- from ARGONAVIS
- おにいちゃんねる
- 神狩デモンズトリガー
- カードゲームしよ子
- カードファイト!! ヴァンガード（「リンクジョーカー編」以降）
- 禁断召喚!サモンマスター
- 少女☆歌劇 レヴュースタァライト（舞台映像Blu-ray）
- 神撃のバハムート
- D4DJ（2024年6月20日以前のリリース分）
- To LOVEる（2015年頃の展開分）
- トリプルモンスターズ
- BanG Dream!（CD・ライブBlu-ray等）
  - バンドリ！ ガールズバンドパーティ！
- ファイヤーレオン
- ファンタシースター（「ファンタシースターオンライン2 -ON STAGE-」のテーマ曲のみ）
- フューチャーカード バディファイト
- プロジェクトセカイ カラフルステージ! feat. 初音ミク（楽曲CD販売のみ）
- ぼくたちのリメイク
- みらくる青空ナイト（徳井青空のソロイベント）
- めがみめぐり
- 令和のデ・ジ・キャラット

その他
- THE IDOLM@STER（「アイマスタジオ」のラジオCDのみ）
- 探偵オペラミルキィホームズ
- ラブライブ!シリーズ（ラジオCDのみ）
  - ラブライブ!（「ラブライ部 μ's広報部 〜にこりんぱな〜」）
  - ラブライブ!サンシャイン!!（「ラブライブ！サンシャイン!! Aqours浦の星女学院RADIO!!!」）

ほか、響 -HiBiKi Radio Station-で制作・配信している番組のラジオCDの多くを手掛ける。

### ライブ事業
音楽事業の所属者のライブイベントや、ブシロードライブ、響 -HiBiKi Radio Station-関連の公開録音などのイベント（一部）などを行っている。